# P/2011 Y2 Boattini
P/2011 Y2 (Boattini) è la ventesima cometa scoperta dall'astronomo italiano Andrea Boattini. Si tratta di una cometa periodica scoperta il 24 dicembre 2011 di cui si sono trovate immagini di prescoperta risalenti a più di tre mesi prima della data ufficiale della scoperta.